# Christophe Gamard
Christophe Gamard, Gamar ou Gamart, foi um arquiteto francês do século XVII, que trabalhou em Paris e morreu lá em 1649.

## Biografia
Foi mestre pedreiro em 1613, arquiteto da antiga Saint-Sulpice em 1623 (e começou sua reconstrução depois de 1643), e jurado da cidade (juré de la Ville) em 1626. Foi assistente de Claude Vellefaux, o supervisor arquiteto (arquiteto voyer) da Abadia de Saint-Germain-des-Prés, e o sucedeu nessa posição em 1627. Tornou-se arquiteto do rei (arquiteto du roi) em 1639.